# 창원성민여자고등학교
창원성민여자고등학교(昌原星珉女子高等學校)는 대한민국 경상남도 창원시 의창구 팔용동에 있는 사립 고등학교이다.

## 학교 연혁
- 2009년 10월 27일 : 학교법인 성민육영재단(창원성민여자고등학교, 창원여자중학교) 창원성민여자고등학교 설립 인가(24학급) 설립자 손성자
- 2010년 3월 1일 : 초대 이은우 교장 취임
- 2010년 3월 3일 : 개교 및 제1회 입학식(301명)
- 2013년 2월 8일 : 제1회 졸업식 (288명)
- 2014년 2월 22일 : 학교법인 성민육영재단(창원성민여자고등학교, 창원여자중학교) 김민욱 이사장 취임
- 2019년 11월 8일 : 학교법인 성민육영재단(창원성민여자고등학교, 창원여자중학교) 손성자 이사장 취임
- 2022년 3월 1일 : 제5대 김용준 교장 취임
- 2023년 2월 9일 : 제11회 졸업식(174명)
- 2023년 3월 2일 : 제14회 신입생 입학(167명)

## 참고 자료
- 창원성민여자고등학교 - 한국교육학술정보원 학교알리미